# غنوميو وجولييت
غنوميو وجولييت (بالإنجليزية: Gnomeo & Juliet) هو فيلم رسوم متحركة ثلاثي الأبعاد خيالي رومانسي كوميدي أمريكي بريطاني تم إنتاجه في سنة 2011، وقصته مبنية على حكاية وليم شكسبير روميو وجولييت ومن إنتاج ديزني، ومن إخراج كيلي أسبوري وبطولة جيمس مكافوي وإيميلي بلنت ومايكل كين وماغي سميث وجيسون ستاثام ومات لوكاس وباتريك ستيوارت وأشلي ينسن وستيفن ميرشانت ودوللي بارتون وأوزي أوزبورن.

## بطولة
- جيمس مكافوي بدور غنوميو
- إيميلي بلنت بدور جولييت
- مايكل كين بدور اللورد كابوليت
- ماجي سميث بدور السيدة مونتاغي
- جيسون ستاثام بدور تيبالت
- أشلي أسبوري بدور نانيت
- مات لوكاس بدور بيني
- ستيفن ميرشانت بدور باريس
- باتريك ستيوارت بدور تمثال وليم شكسبير
- أوزي أوزبورن بدور فاون
- هولك هوجان بدورالمذيع
- جولي والترز بدور السيدة مونتاغي والدة غنوميو
- ريتشارد ويلسون بدور السيد كابوليت
- كيلي أسبوري بدور الغنومات الحمراء
- دوللي بارتون بدور مذيعة السباق

## وصلات خارجية
- غنوميو و جولييت على موقع IMDb (الإنجليزية)
- غنوميو و جولييت على موقع ميتاكريتيك (الإنجليزية)
- غنوميو و جولييت على موقع روتن توميتوز (الإنجليزية)
- غنوميو و جولييت على موقع نتفليكس (الإنجليزية)
- غنوميو و جولييت على موقع قاعدة بيانات الأفلام العربية
- غنوميو و جولييت على موقع ألو سيني (الفرنسية)
- غنوميو و جولييت على موقع Turner Classic Movies (الإنجليزية)
- غنوميو و جولييت على موقع أول موفي (الإنجليزية)
- غنوميو و جولييت على موقع بوكس أوفيس موجو (الإنجليزية)
- غنوميو و جولييت على موقع فيلمافينيتي (الإسبانية)

- غنوميو وجولييت على قاعدة بيانات الأفلام على الإنترنت